# Желтоногий скрытоглав
Желтоногий скрытоглав (Cryptocephalus flavipes) — вид листоедов (Chrysomelidae) из подсемейства скрытоглавов (Cryptocephalinae). Распространён в Южной Европе, Малой Азии, на Кавказе, в северной России, от Центральной Азии до Алтая. Также были замечены в некоторых местах в Центральной и Северной Европе, но, возможно в этих местах он не встречается, потому что в этих местах обитает другой очень схожий вид Cryptocephalus bameuli.